# 沙巴卡
沙巴卡（Shabaka或Shabaka Neferkare，意思為「美麗是拉的靈魂」），古埃及第二十五王朝（埃塞俄比亚王朝）法老，约公元前716年—约公元前701年在位。他繼承其兄皮耶的王位，將埃及定都於孟斐斯，重新统一埃及和库施，与祭司阶层保持良好关系，致力于防范亚述的入侵。晚年与其侄沙巴塔卡共治。